# Museum Heineanum

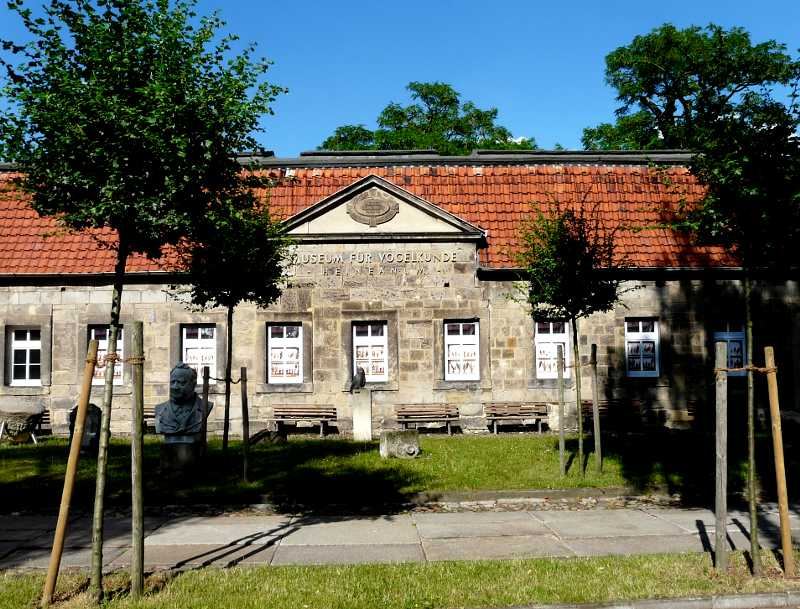
Museum Heineanum, Außenansicht des Ausstellungsgebäudes

Das Museum Heineanum ist ein Naturkundemuseum in Halberstadt, das sich in seiner mehr als 185-jährigen Geschichte (Stand: 2024) insbesondere der Vogelkunde widmet. Es besitzt und betreut Sammlungen mit über 34.320 Exponaten, sowie eine naturkundliche Fachbibliothek mit rund 21.900 Bänden.
Es betreibt aktive Öffentlichkeitsarbeit, z. B. durch regelmäßige Vorträge und eigene Publikationen. Das Heineanum ist an Forschungsprojekten beteiligt, unterstützt den Artenschutz und ist Einsatzstelle für das freiwillige ökologische Jahr (FÖJ). Es ist in einem Seitenflügel der ehemaligen Spiegelschen Kurie am Domplatz 36 in Halberstadt (→ Dompropstei Halberstadt#Umgebung) untergebracht.

## Geschichte
Museumsgründer war der Halberstädter Oberamtmann und Gutsbesitzer Ferdinand Heine senior (1809–1894). Bereits in seiner Jugend begann er mit der Vogelsammlung, die in der Mitte des 19. Jahrhunderts zu den größten Privatsammlungen Europas zählte. Den Namen Museum Heineanum erhielt sie mit der Herausgabe des ersten Bandes des in fünf Teilen von 1850 bis 1863 erschienenen Kataloges, den Jean Louis Cabanis und Heines ältester Sohn Ferdinand junior (1840–1920) bearbeiteten. Dieser ausführliche Katalog wurde zwar nicht vollendet, doch erfolgte eine sparsamere Auflistung aller 12.000 Vogelpräparate in einem zweiten, 1890 erschienenen, Katalog („Nomenclator“), der von Anton Reichenow und Ferdinand Heine junior herausgegeben wurde.

## Sammlungen
Den Grundstock bildet die historische Vogelsammlung von Ferdinand Heine sen., von der noch etwa 11.500 Exemplare (hauptsächlich Bälge) existieren. Ihr besonderer Wert liegt in der Artenvielfalt: Über die Hälfte der 9.000 Vogelarten der Welt sind vertreten. Im Bestand befinden sich auch zehn Exemplare von sieben ausgestorbenen Arten (Labradorente, Wandertaube, Karolinasittich, Dünnschnabelnestor, Elfenbein- und Kaiserspecht, Lappenhopf), eine ganze Reihe sehr seltener Arten wie Eskimo- und Dünnschnabel-Brachvogel, Eulenpapagei und Schnarchralle sowie die umfangreiche Kolibri-Kollektion mit über 2.000 Stück.
Bemerkenswert sind auch zahlreiche Typen, das sind einmalige Präparate, nach denen neue Vogelformen beschrieben und benannt wurden. Sie sind in einem Sonderband der „Abhandlungen und Berichte aus dem Museum Heineanum“ publiziert.

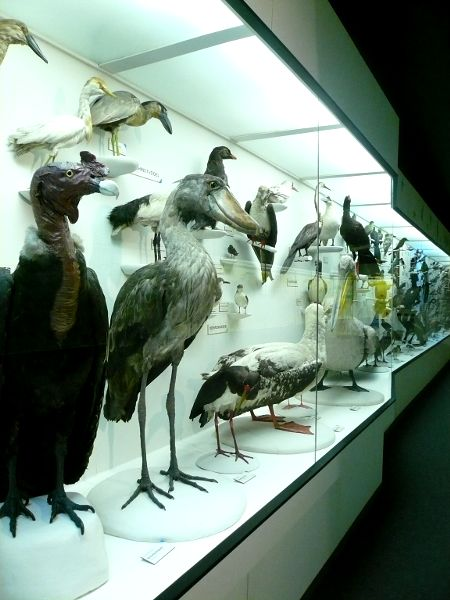
Seitenansicht einer Vitrine mit präparierten Vögeln aus aller Welt

### Sammlungsbestand (zoologische Präparate)
im Museum Heineanum, Stand: Dezember 2014
- Sachgruppe A: Vögel: Bälge, montierte Stücke, 18.850 Stück
- Sachgruppe B: Vögel: Rupfungen, 2.000 St. gesammelte Gefiederreste (Beute von Greifvögeln) und gerupfte Federn von nicht zur Balgpräparation geeigneten Totfunden
- Sachgruppe C: Vögel: Skelette, 2.900 Stück, im Heineanum präpariertes Belegmaterial ab Mitte der 1970er Jahre (überwiegend Teilskelette bei der Balgpräparation, siehe A)
- Sachgruppe D: Vögel: Gelege, 7.200 Gelege [>35.000 Eier] von ca. 530 Arten
- Sachgruppe E: Nester, 120 Stück
- Sachgruppe F: Säuger: Bälge, 1.750 Stück, faunistische Belege der Region, insbesondere Fledermäuse und andere Kleinsäuger
- Sachgruppe G: Säuger: Skelette/Schädel, 1.850 Stück, faunistische Belege der Region, insbesondere Fledermäuse und andere Kleinsäuger

## Ausstellungen

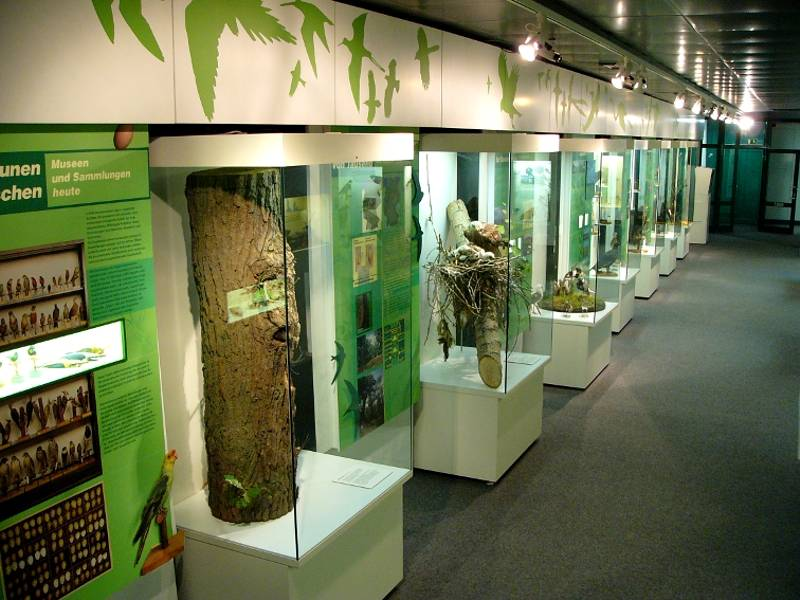
Die AGENDA-Ausstellung

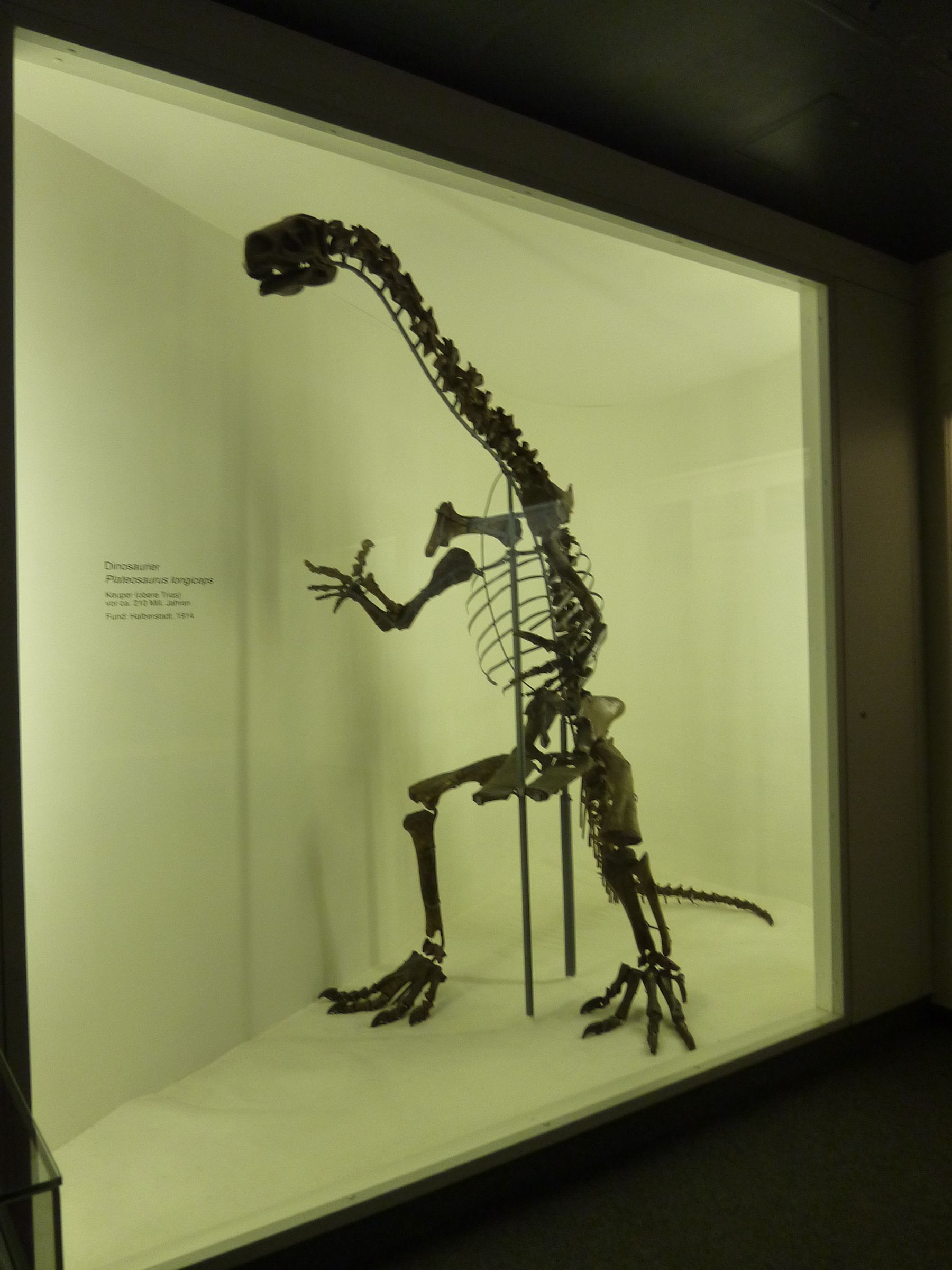
Skelett eines Plateosaurus longiceps

Diese ständigen Ausstellungen werden gezeigt:
- Vögel der Welt: Diese Ausstellung ermöglicht einen Überblick über die Formen- und Farbenvielfalt der Vögel: 286 Präparate vom Kolibri bis zum Strauß, darunter auch ausgestorbene Arten (Sammlung Heine), werden gezeigt.
- Welt der Vögel: Hier findet man alles zur Biologie, von der Feder über Gefiederpflege, Brutbiologie, Ernährung, Sinnesorgane, Vogelflug, Vogelzug, Verbreitung bis zu den vielfältigen Beziehungen Vogel – Mensch.
- Vögel des Harzes und seines Vorlandes: Hier wird auf die lokale Vogelwelt eingegangen: Über 160 heimische Vogelarten sind ihren typischen Lebensräumen zugeordnet; für alle sind Gesänge bzw. Stimmen abrufbar.
- Faszination Vogelwelt – AGENDA Systematik 2000: Unter dem Titel „Faszination Natur – Agenda Systematik 2000“ beteiligen sich die Naturkundemuseen in Sachsen-Anhalt mit Ausstellungsprojekten an den weltweiten Bemühungen um die Erhaltung der schwindenden Artenvielfalt auf der Erde. Das Heineanum behandelt die Entstehung und Gefährdung der Vielfalt der Vogelwelt, u. a. zu sehen sind seltene originale Präparate (Kaiserspecht, Mauritiusfalke, Rotmilan-Horst, Baumhöhle mit Mauersegler).
- Halberstädter Saurier: Hier sind zwei wertvolle Skelette montiert: ein Plateosaurier (ca. 220 Millionen Jahre alt) und ein Plesiosaurier (Lindwurmia, ca. 190 Millionen Jahre alt), die beide um 1900 in Tongruben im Stadtgebiet gefunden wurden.

### Sonderausstellungen
- Vogel des Jahres: Diese regelmäßige Sonderausstellung widmet sich immer dem für Deutschland bestimmten Vogel des Jahres.
- ab 2003 alle zwei Jahre „Moderne Vogelbilder“ (MoVo).

## Bibliothek

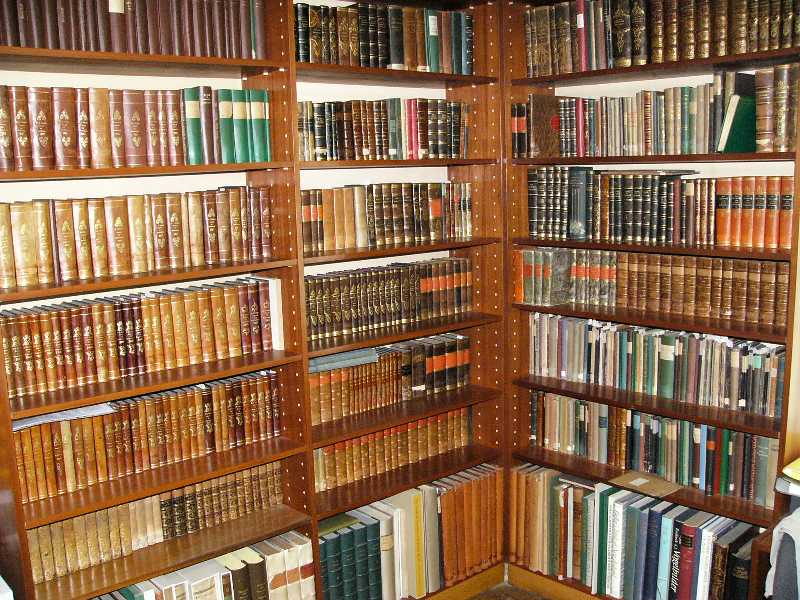
Die wissenschaftliche Bibliothek des Heineanums enthält viele historische Fachbücher.

Die naturkundliche Fachbibliothek gilt mit rund 21.900 Bänden als die bedeutendste ornithologische Bibliothek Sachsen-Anhalts. Den Grundstock bilden über 700 Bände der Heine’schen Bibliothek vor 1909, darunter einige historische Prachtwerke sowie die beiden ältesten noch bestehenden ornithologischen Zeitschriften der Welt: Journal für Ornithologie (seit 1853) und Ibis (seit 1858). Neben dem Ankauf (vor allem durch die Mittel des Förderkreises) sorgen Spenden von Förderkreis-Mitgliedern und der Schriftentausch mit den eigenen Zeitschriften (z. Z. 180 Tauschpartner in 26 Ländern) für den Zugang von ca. 500 Bänden im Jahr.
Externe können die Bibliothek nach Anmeldung im Museum als wissenschaftliche Präsenz-Bibliothek nutzen.

## „Silberner Uhu“/ MoVo
Seit 2003 findet alle zwei Jahre die mit einem Wettbewerb verbundene Ausstellung „Moderne Vogelmaler“ (MoVo) statt, die sich wachsender Beliebtheit erfreut. Dieser deutschlandweit einzigartige Wettbewerb wird weiterhin alle zwei Jahre ausgeschrieben („Deutscher Preis für Vogelmaler“) und ist mit 1000 € und einer Anstecknadel „Silberner Uhu“ dotiert. Die Wahl erfolgt durch eine Jury.

Die Bilder werden im benachbarten Städtischen Museum präsentiert, wobei die Besucher an der Wahl des Publikumspreises teilnehmen können.

Zu jeder Ausstellung erscheint ein attraktiver Katalog, in dem alle angenommenen und ausstellenden Künstler mit jeweils einem ihrer Werke vertreten sind.

## Publikationen

### Ornithologische Jahresberichte
Die Ornithologischen Jahresberichte des Museum Heineanum sind die spezifische, hauseigene Schriftenreihe des Heineanums. Sie erscheint jährlich mit einem Heft und steht Originalarbeiten aus allen Bereichen der Ornithologie offen. Bevorzugt werden Arbeiten aufgenommen, die in oder mit der Unterstützung der Einrichtung entstanden sind oder Sammlungsmaterial des Museums betreffen. Bisher erschienen 32 Bände.

### Abhandlungen und Berichte
Die Abhandlungen und Berichte aus dem Museum Heineanum erscheinen in zwangloser Folge (möglichst einmal in zwei Jahren) und stehen allgemeinen und speziellen naturkundlichen Arbeiten, insbesondere Flora und Fauna der Region betreffend, offen. Bisher erschienen sieben reguläre sowie sechs Sonderbände, die durch den Förderkreis herausgegeben werden.

### Sonderveröffentlichungen (Auswahl)
„Halberstädter Saurier“, Begleitheft zur gleichnamigen Ausstellung, Halberstadt 1991

„Museum Heineanum – Geschichte und Bedeutung“, Halberstadt 1994

„Museum Heineanum - Geschichte und Bedeutung“ (2. erweiterte und aktualisierte Auflage), Halberstadt 2009

Ausstellungskataloge zu allen MoVo-Ausstellungen

## Forschungen
Wissenschaftliche Sammlung, Kataloge und Bibliothek sind Basis für vielfältige systematische Forschungen. Bereits Ferdinand Heine jun. beschrieb neue Vogelformen, deren Vorlagen (Präparate) als sogenannte Typusexemplare einzigartige Sammlungsstücke darstellen. Bälge, Skelette und Eier/Gelege wurden bereits vielfach für morphologische Untersuchungen (Diplomarbeiten, Dissertationen) genutzt. Bei der Präparation von Neueingängen werden Todesursachen untersucht. Vom Museum oder seinen Mitarbeitern werden außerdem die folgenden Forschungsvorhaben durchgeführt, organisiert oder unterstützt:

1. Erfassung der Greifvögel der offenen Landschaft (besonders Rotmilan)

2. Biologie/Ökologie des Wendehalses (Beringungsprogramm)

3. Untersuchung zur Morphologie, Biologie und Ökologie des Hausrotschwanzes

4. Ökologie baumbrütender Mauersegler

5. Brutvogelkartierung in der Region Nordharz und Vorland (Projekte zum Brutvogelatlas)

6. Sammlung von avifaunistischen Beobachtungsdaten.

## Förderkreis für Vogelkunde und Naturschutz am Museum Heineanum e. V.

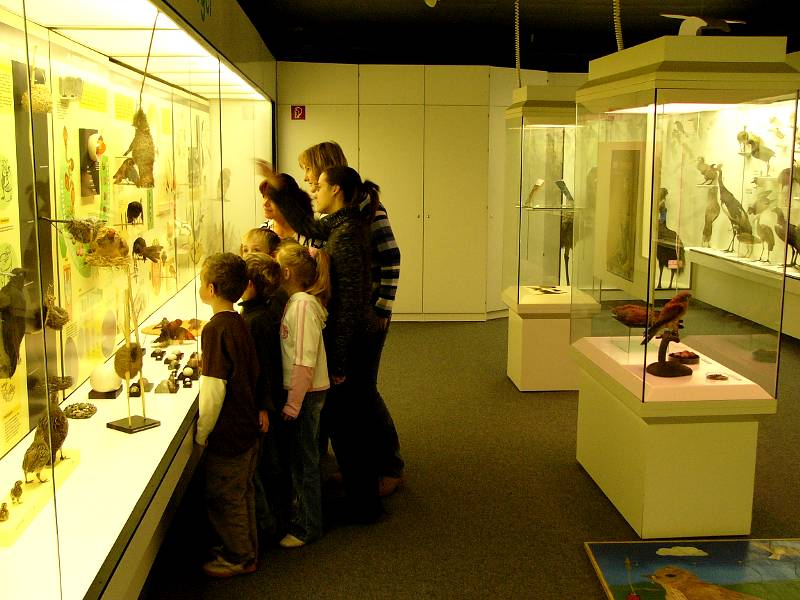
Teilansicht der oberen Etage – Vitrinen mit präparierten Vögeln

Das einmalige Museum Heineanum mit seinen wertvollen Sammlungen, seiner Bedeutung und Ausstrahlung bedarf unter derzeitigen komplizierten Bedingungen jeder denkbaren Unterstützung. Der Förderkreis für Vogelkunde und Naturschutz am Museum Heineanum e. V. ist ein wesentlicher Schritt auf diesem Wege! Zweck des anerkannten Naturschutzvereins ist laut Satzung die Förderung des Naturschutzes unter der naturschutzrelevanten Grundlagenforschung, die am Museum Heineanum eine lange Tradition hat.